# Baie de Trentaremi
La baie de Trentaremi est une baie caractéristique située dans le quartier de Posillipo à Naples. Située dans les limites du parc submergé de Gaiola, elle est facilement observable d'en haut grâce aux terrasses du parc Virgiliano. 
Les caps de la baie sont riches en témoignages du passé romain de la ville, tels que la villa impériale de Pausilypon avec son imposant amphithéâtre, construit par le riche affranchi romain Publius Vedius Pollione. 

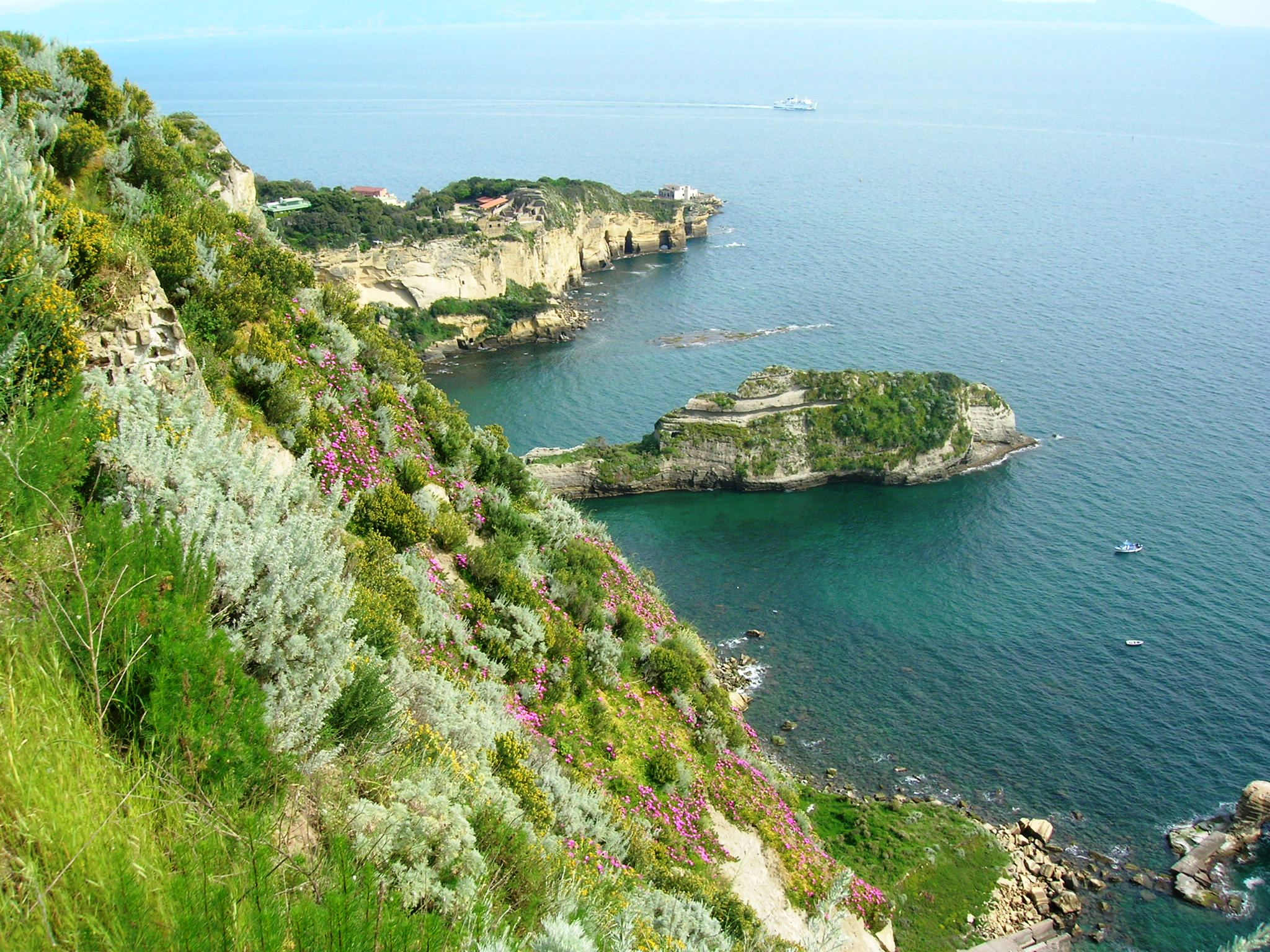
Baie de Trentaremi
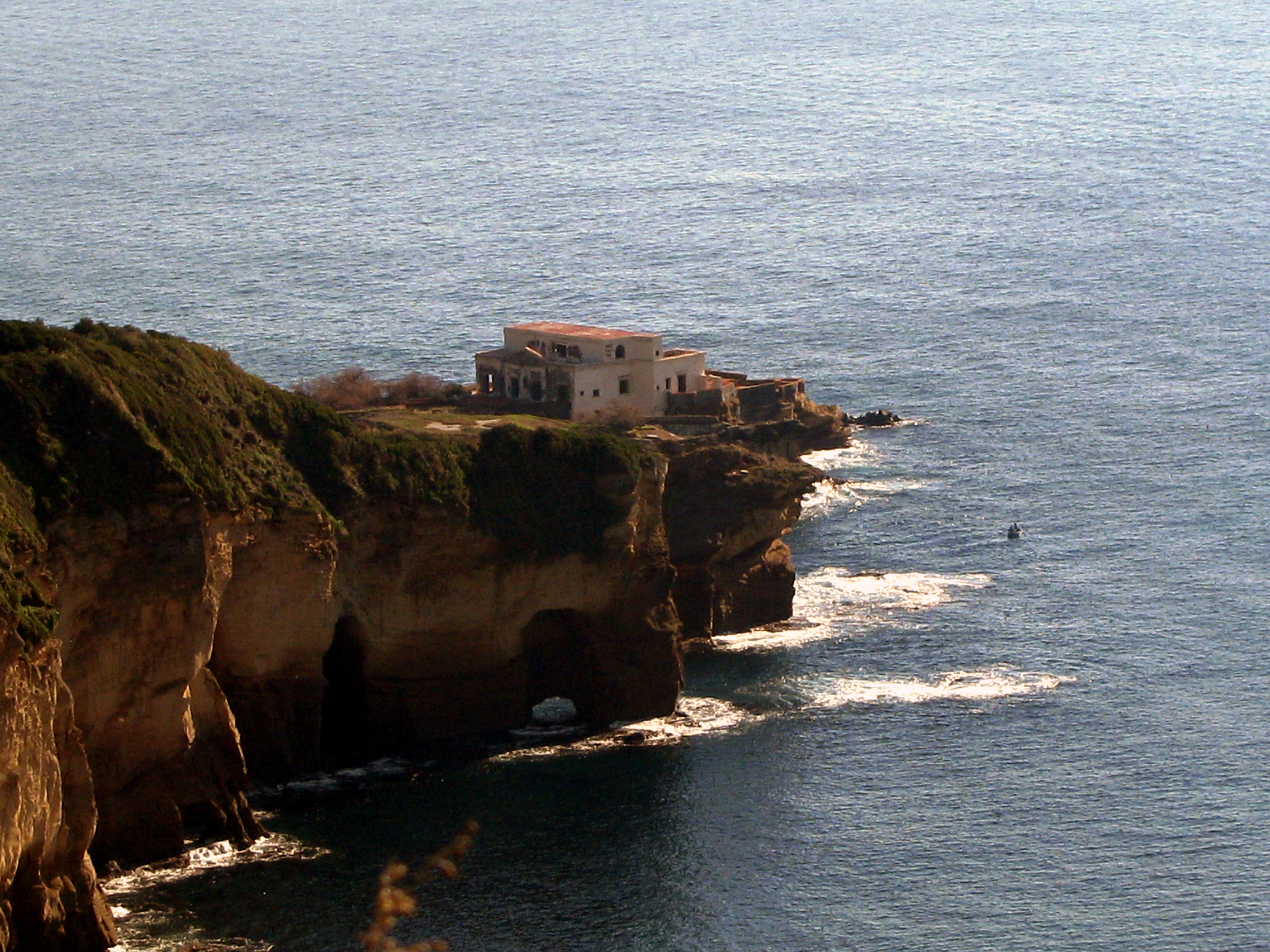
Cala Trentaremi et Gaiola